# Juana Salabert
Juana Salabert (París, 1962) es una novelista, traductora y crítica literaria española, licenciada en Letras Modernas por la Universidad de Toulouse Le-Mirail. Es autora de varias obras en español. Ganadora del Premio Biblioteca Breve de la editorial Seix Barral por Velódromo de Invierno en 2001. 
Es hija de Miguel Salabert (1931-2007), periodista, traductor y autor de la novela El exilio interior.

## Obra
- Varadero (Alfaguara, 1996)
- Arde lo que será (Destino, 1996: finalista del Premio Nadal)
- Mar de los espejos (Plaza & Janés, 1998)
- Aire nada más (Plaza & Janés, 1999)
- Estación central (Plaza & Janés, 1999)
- La bruja marioneta (Espasa, 2001)
- Velódromo de invierno (Seix Barral, 2001: Premio Biblioteca Breve; Alianza, 2009)
- La noche ciega (Seix Barral, 2004; finalista del Premio Nacional de Narrativa 2005)
- Hijas de la ira (Plaza & Janés, 2005; Nocturna, 2009)
- El bulevar del miedo (Alianza, 2007: VIII Premio Unicaja de Novela Fernando Quiñones; finalista del premio Dashiell Hammett 2008)
- Cuentos de amigas (Anagrama, 2009) (antología de varias autoras)
- La faz de la tierra (Alianza, 2011)
- La regla del oro (Alianza, 2015)
- Atentado (Alianza, 2022)

## Premios
| Predecesor: Gonzalo Garcés | Premio Biblioteca Breve 2001 | Sucesor: Mario Mendoza |